# John Belushi
John Adam Belushi (ur. 24 stycznia 1949 w Chicago, zm. 5 marca 1982 w Los Angeles) – amerykański aktor komediowy pochodzenia albańskiego, zdobywca nagrody Emmy, również piosenkarz. Najbardziej znany z ról w Saturday Night Live, Menażerii oraz Blues Brothers.

## Życiorys

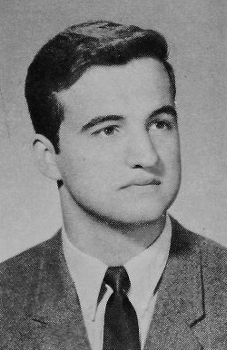
John Belushi (1967)

Belushi urodził się w USA jako syn Adama Belushiego, imigranta albańskiego pochodzącego z albańskiej wsi Qytezë, którą opuścił w wieku 15 lat, oraz Agnes. Dorastał w Wheaton w stanie Illinois, nieopodal Chicago. Występował w drużynie futbolu amerykańskiego Uniwersytetu Wisconsin-Whitewater, którego był studentem, oraz college'u DuPage. Podczas studiów poznał swą przyszłą żonę Judy, z którą pozostał do końca życia. Młodszy brat Johna, James Belushi (ur. 1954), również odnosił sukcesy jako komik i aktor.
Pierwszym dużym osiągnięciem Belushiego były występy w grupie komediowej The Second City w 1971 roku. Dzięki swej kreacji, w której sparodiował piosenkarza Joe Cockera, został zauważony przez magazyn satyryczny National Lampoon i wystąpił w przedstawieniu Lemmings w roku 1972 u boku Chevy’ego Chase’a.
W latach 1973–1975 magazyn National Lampoon był producentem programu radiowego The Radio Hour, półgodzinnego programu satyrycznego, retransmitowanego przez ok. 600 stacji radiowych w USA. Po rezygnacji dyrektora tego programu, Michaela O’Donoghue’a w 1974, Belushi przejął jego funkcję, pełniąc ją aż do zaprzestania produkcji. Innymi znanymi komikami uczestniczącymi w tym programie byli Gilda Radner, Bill Murray, Brian Doyle-Murray oraz Chevy Chase. W tym okresie Belushi poślubił Judy Jacklin.
Belushi zyskał sławę w USA pracą w programie Saturday Night Live, do którego dołączył w 1975 roku. Pomiędzy nagraniami dla tego programu wziął udział w filmie Menażeria Johna Landisa. Zakończył współpracę z Saturday Night Live w 1979, by poświęcić się karierze filmowej. Belushi był w swej karierze producentem czterech filmów, z których trzy: 1941, Neighbors, i najbardziej znany – Blues Brothers – współtworzył z kolegą ze studiów, Danem Aykroydem.
W chwili śmierci Belushi był w trakcie tworzenia kilku projektów filmowych, w tym Noble Rot, adaptacji scenariusza twórcy The Mary Tyler Moore Show, scenarzysty i producenta Jaya Sandricha. Belushi pracował ze swym kolegą z zespołu Saturday Night Live, Donem Novello, nad adaptacją scenariusza. Dodatkowo rozważał przyjęcie głównej roli w filmie The Joy Of Sex. Projekty te zostały porzucone po śmierci Belushiego.
Postaci dr. Petera Venkmana w Ghostbusters oraz Emmetta Fitz-Hume’a w Szpiedzy tacy jak my były pisane z myślą właśnie o Belushim.

## Śmierć
Belushiego znaleziono martwego 5 marca 1982 w pokoju hotelowym w Chateau Marmont na Sunset Boulevard w Los Angeles. Przyczyną śmierci był tzw. speedball – mieszanka kokainy i heroiny. Skłonności Belushiego do takich substancji były znane już wcześniej. W wieczór poprzedzający jego śmierć towarzyszyli mu Robin Williams i Robert De Niro, którzy opuścili go, zostawiając w towarzystwie kilku osób, m.in. Cathy Smith. Śmierć Belushiego była przedmiotem dochodzenia z udziałem patologa Michaela Badena. Oficjalnie zakwalifikowano ją jako wynik przedawkowania narkotyków.
Śledztwo wznowiono dwa miesiące później, gdy Cathy Smith wyznała w wywiadzie dla tygodnika „National Enquirer”, że towarzyszyła aktorowi w wieczór jego śmierci i podała mu śmiertelną dawkę narkotyków. Została aresztowana pod zarzutem popełnienia morderstwa pierwszego stopnia, następnie zmieniono kwalifikację prawną na nieumyślne spowodowanie śmierci i skazano ją na 15 miesięcy więzienia.
Życie Belushiego opisał Bob Woodward w biografii z 1985: Wired: The Short Life and Fast Times of John Belushi. Wielu przyjaciół i współpracowników Johna Belushiego, w tym jego żona Judy, Dan Aykroyd oraz James Belushi, zgodziło się udzielić wywiadów Woodwardowi na potrzeby tej biografii.
John Belushi został pochowany na cmentarzu Abel's Hill Martha's Vineyard w Chilmark w stanie Massachusetts. Na nagrobku umieszczono inskrypcję: „I May Be Gone, But Rock And Roll Lives On” („Może i odszedłem, lecz rock and roll żyje nadal”).
O śmierci Belushiego traktują utwory zespołu Grateful Dead („West L.A. Fadeaway”). Lady Pank („John Belushi”), Anthrax („Efilnikufesin (N.F.L)”).
Wdowa po Johnie Belushim, Judy, wyszła ponownie za mąż i przybrała nazwisko Judy Belushi-Pisano. Jej biografia pierwszego męża stworzona we współpracy z Tannerem Colbym, Belushi: A Biography (2005), jest kolekcją wywiadów z Johnem oraz jego zdjęć.

## Filmografia
- Tarzoon: Shame of the Jungle(inne języki) (1975; głos; 1979 w wersji z dubbingiem na rynek amerykański)
- Menażeria (1978)
- The Rutles: All You Need Is Cash(inne języki) (1978)
- Idąc na południe (1978)
- Old Boyfriends(inne języki) (1979)
- 1941 (1979)
- Blues Brothers (1980)
- Continental Divide(inne języki) (1981)
- Neighbors(inne języki) (1981)